# Битка при Химера (480 пр.н.е.)
Вижте пояснителната страница за други значения на Битка при Химера.
Битката при Химера (на латински: Himeras, на гръцки: Ἱμέρας) през 480 пр.н.е. се провежда до древногръцкия град Химера за контрол над Сицилия.

## Резултат
В нея Гелон († 478 пр.н.е.), тиран на Сиракуза, и Терон († 473/472 пр.н.е.) от Акрагас като командири на съюз от гръцко-сицилиански градове-държави побеждават картагенската войска, водена от Хамилкар I (син на Ханон), който управлява Картаген между 510 – 480 пр.н.е.
Хамилкар пада убит в тази битка. Картаген след това изплаща 2000 сребърни таланта обезщетение, а по силата на мирното споразумение просъществувало над 70 години се запазва предходно териториално статукво в Сицилия между финикийските колонии и владения и древногръцките такива. Мирът е нарушен с началото на Втората сицилианска война, отпочната от картагенците начело с рабимаханата Ханибал Магон.
След края на Първата сицилианска война, Сиракуза и Акрагент стават след това доминиращи силни центрове в Сицилия за век до следващите военни стълкновения с Пунически Картаген.